# Walking Man

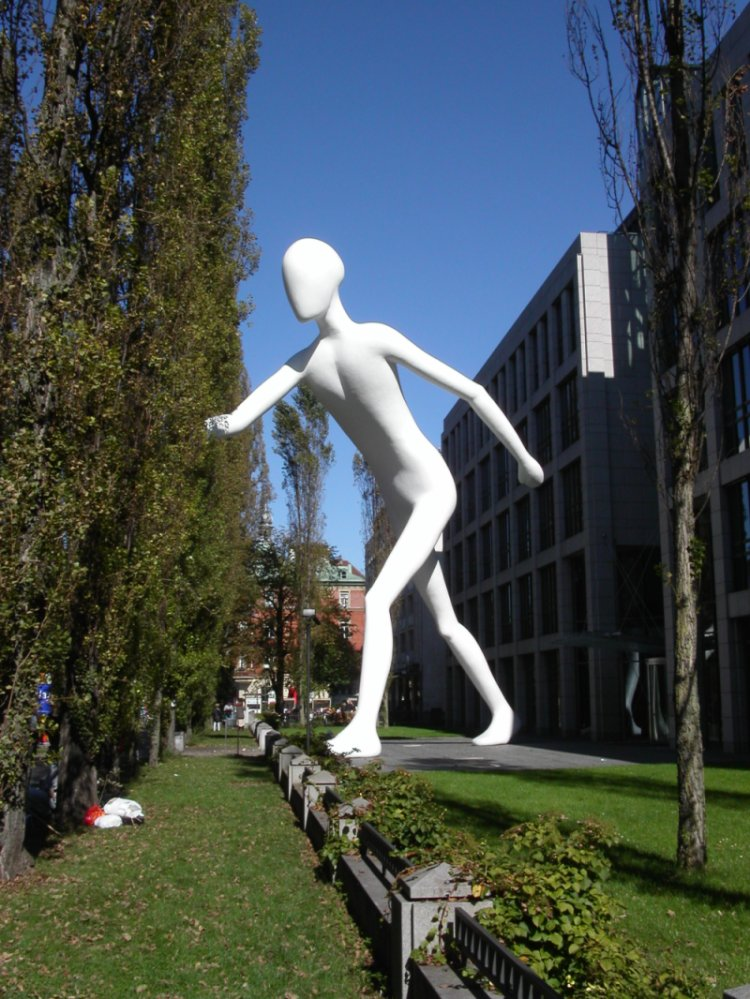
Walking Man in Schwabing

Der Walking Man ist eine von Jonathan Borofsky (Jg. 1942, Boston) entworfene Skulptur, die im Münchner Stadtteil Schwabing aufgestellt wurde.

## Skulptur
Die 17 Meter hohe und 16 Tonnen schwere, weiße Skulptur steht seit September 1995 an der Leopoldstraße in München vor dem Eingang der Versicherung Münchener Rück, die das Werk im Rahmen ihrer Kunstförderung finanzierte. Die Figur ist in der Bewegung des Gehens dargestellt. Der weit ausladende Schritt des linken Beins nach vorne wird von entsprechenden Armbewegungen begleitet. Der aufrecht gehaltene Kopf ist gesichtslos und setzt die Richtung der Wirbelsäule fort.
Der Walking Man besteht aus einer in Los Angeles gefertigten Stahlkonstruktion. Sie wurde dort in neun Teile zerlegt und per Luftfracht nach München transportiert, wo sie wieder zusammengesetzt wurde. Die Ummantelung besteht aus glasfaserverstärktem Kunststoff.